# Jean-Baptiste Jeangène Vilmer

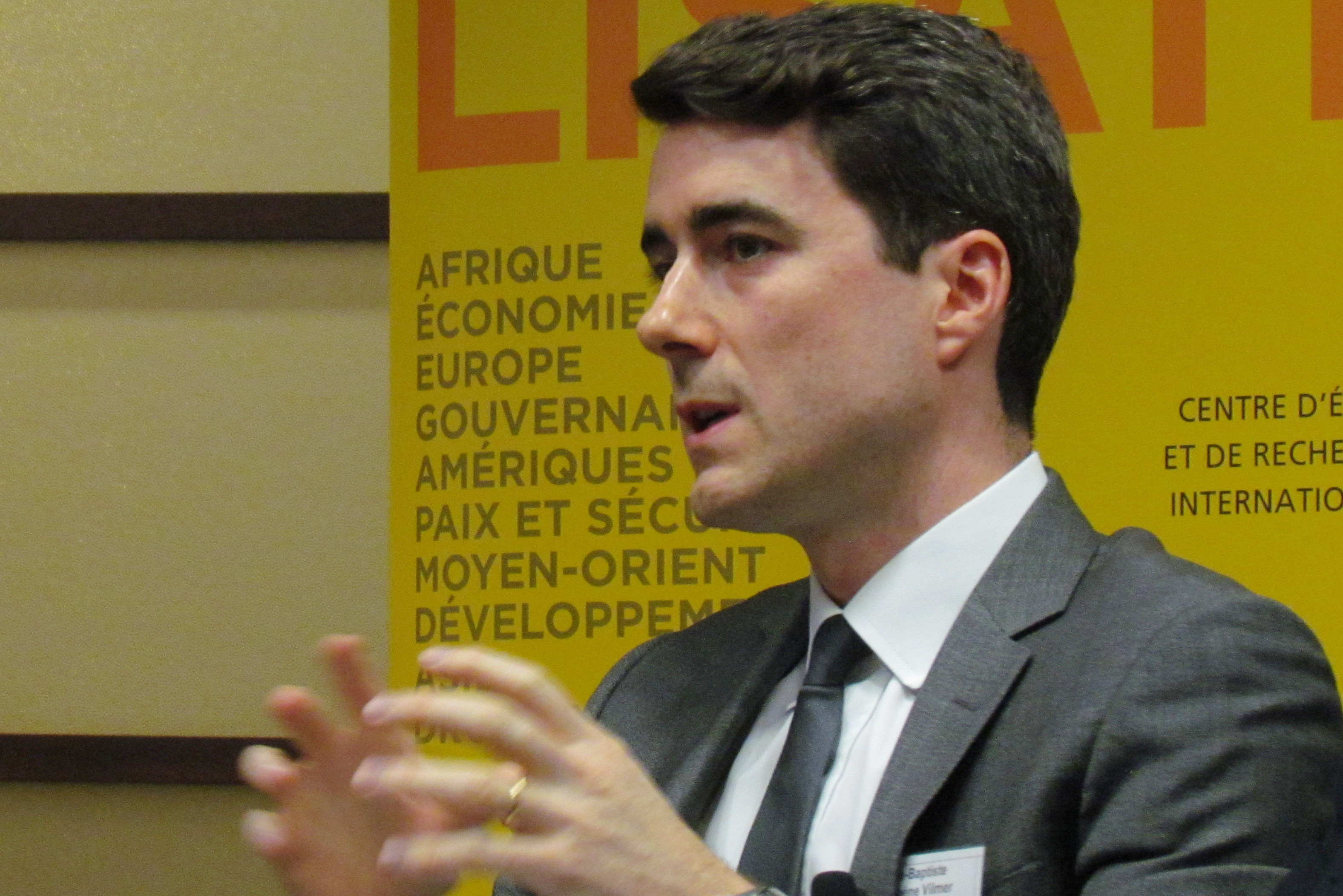
Jean-Baptiste Jeangène Vilmer (2015)

Jean-Baptiste Jeangène Vilmer (* 25. September 1978) ist ein französischer Philosoph.
Vilmer lehrte von 2004 bis 2007 an der Universität Montreal, arbeitete von 2007 bis 2008 an der Botschaft Frankreichs in Turkmenistan, lehrte von 2008 bis 2009 an der Yale University, promovierte 2009 an der Universität Montreal in Politikwissenschaften und Philosophie und forscht derzeit an der Juristischen Fakultät der McGill University in Kanada. In Deutschland ist er durch seine Veröffentlichungen zur Tierethik und über Marquis de Sade bekannt geworden.
Seit Oktober 2022 ist er französischer Botschafter in Port-Vila.